# Todra-Schlucht

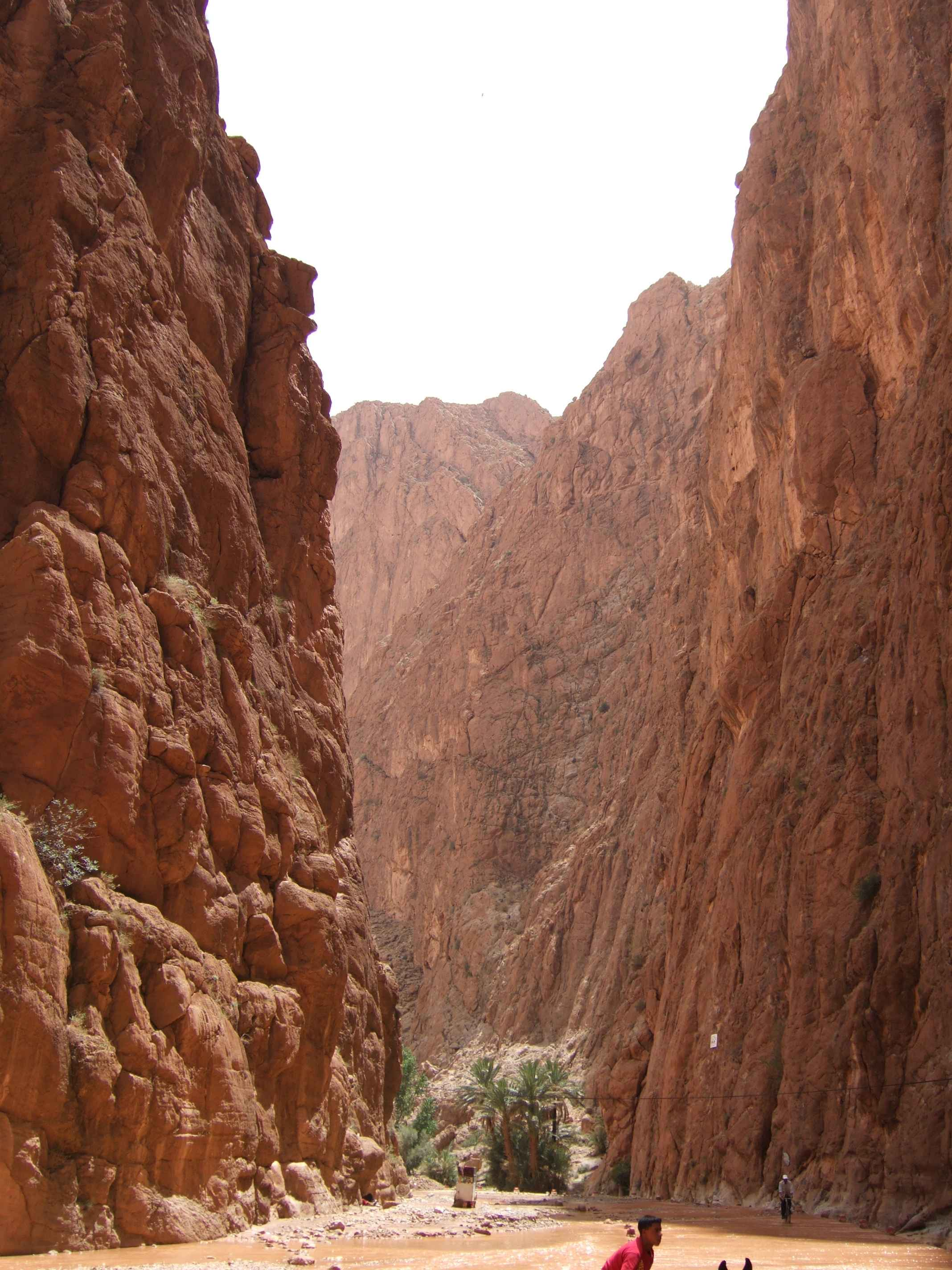
Todra-Schlucht

Die Todra-Schlucht (französisch Gorges du Todgha, arabisch مضايق تودغى, Zentralatlas-Tamazight ⵜⵉⵣⵉ ⵏ ⵜⵓⴷⵖⴰ) liegt im nordafrikanischen Marokko im Atlasgebirge. Der Oued Todra hat sie auf dem Weg nach Süden in die letzten Gebirgsketten des Hohen Atlas eingeschnitten, bevor der Flusslauf bei der Provinzhauptstadt Tinghir das Hochland zwischen dem Hohen Atlas und der Djebel-Sarhro-Gebirgskette erreicht.
Die bis zu 300 Meter hohen Steilwände der Schlucht, deren Boden etwa auf 1400 m über Meereshöhe liegt, sind sehr attraktiv für den Klettersport. Eine Vielzahl von Kletterrouten und etliche Hotels erschließen das Gebiet für den internationalen Tourismus.